# 火腿黄油三明治

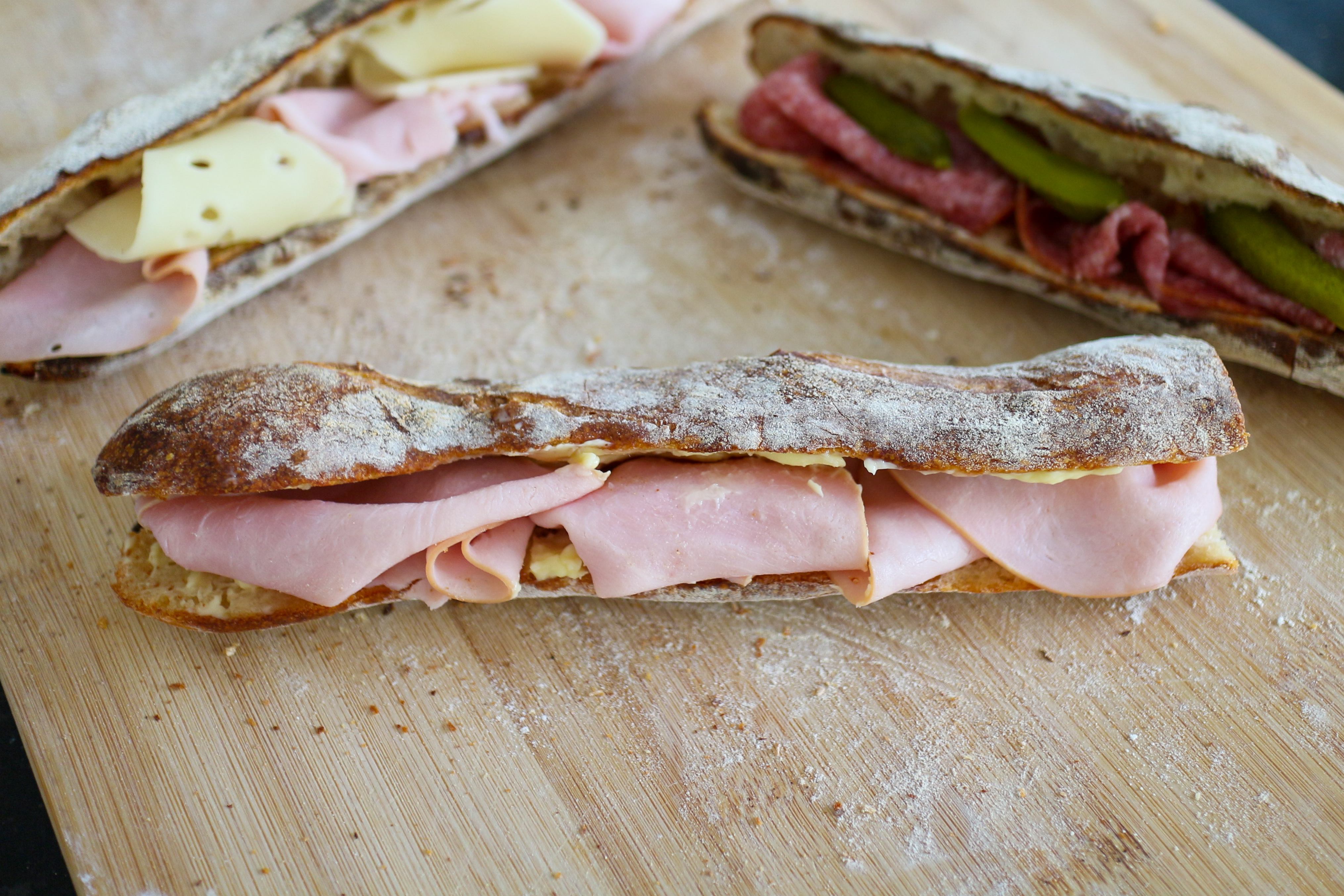
火腿黄油三明治由去皮低脂火腿制成。

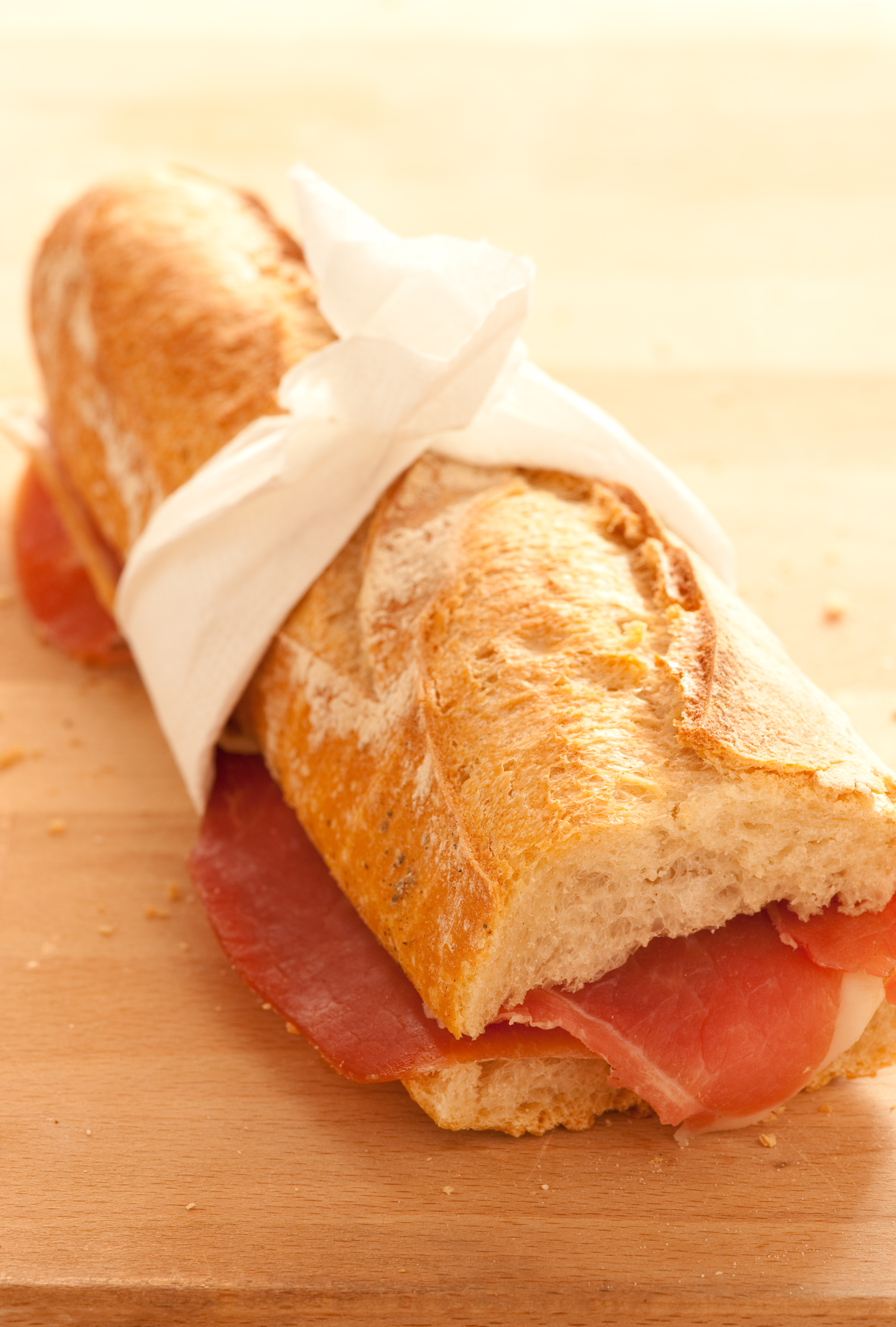
有时这种三明治也由生火腿制成。

火腿黄油三明治（法語：jambon-beurre），有时被称为巴黎三明治（parisien），主要由切半的法棍组成，后涂上黄油并夹入被称为“白火腿”的熟火腿，有时也配以腌黄瓜。巴黎烹饪学院（l'institut parisien de la Gastronomie）研究了火腿黄油三明治的起源及其发明者。1867年，名为的糕点师首创了这种三明治。
火腿黄油三明治通常在午餐时食用。传统上，法国工人在小酒馆午餐或在外野餐时食用的就是这种三明治。它曾是法国人消费最多的食物。汉堡进入市场后，法国是唯一一个三明治销量没有下降的国家。据2009年的数据，法国人每年购买八亿三千万个火腿黄油三明治，即每天购买超过二百二十万个，相当于法棍三明治全国消费量的72%及法国三明治总消费量的64%。
2017年，法国汉堡消费量首次超过火腿黄油三明治。

## 其它版本
- 火腿黄油三明治加入薯条：美式三明治。
- 加入生菜：巴黎三明治。
- 在比利时法语区，加入奶酪、蔬菜及沙拉酱：比利时三明治。
- 加入番茄可以使味道更丰富。
- 加入法兰克福香肠：德式香肠三明治。

## 营养成分
一个三明治约含400卡路里，其中每100克含285卡路里，卡路里含量随生产商及重量而变化。其营养成分具体如下：
- 卡路里：285 kcal/100 g
- 脂肪：11.5 g/100 g
- 碳水化合物：33.7 g/100 g
- 蛋白质：9.93 g/100 g